# Fashion (Band)
Fashion war eine britische New-Wave-Band mit den Mitgliedern De Harriss, Luke James, Alan Darby, John Mulligan, Marlon Recchi und Dik Davis, die in Birmingham gegründet wurde. Ihr erfolgreichstes Album mit den Hits Dressed to Kill, Love Shadow und Move on war Fabrique im Jahre 1982, die von Produzent Zeus B. Held produziert und co-composed wurde. Die Schreibweise des Bandnamens auf Tonträgern ist häufig „Fashiøn“.

## Diskografie

### Alben
| Jahr | Titel             | Höchstplatzierung, Gesamtwochen, AuszeichnungChartsChartplatzierungen (Jahr, Titel, Platzierungen, Wochen, Auszeichnungen, Anmerkungen) | Anmerkungen |
| Jahr | Titel             | UK | Anmerkungen |
| ---- | ----------------- | --- | ----------- |
| 1982 | Fabrique          | UK10 (16 Wo.)UK |             |
| 1984 | Twilight of Idols | UK69 (1 Wo.)UK |             |

Weitere Veröffentlichungen
- 1979: Product Perfect

### Singles
| Jahr | Titel Album                        | Höchstplatzierung, Gesamtwochen, AuszeichnungChartsChartplatzierungen (Jahr, Titel, Album, Platzierungen, Wochen, Auszeichnungen, Anmerkungen) | Anmerkungen |
| Jahr | Titel Album                        | UK | Anmerkungen |
| ---- | ---------------------------------- | --- | ----------- |
| 1982 | Streetplayer Fabrique              | UK46 (5 Wo.)UK |             |
| 1982 | Love Shadow Fabrique               | UK51 (5 Wo.)UK |             |
| 1984 | Eye Talk Twilight of Idols         | UK69 (3 Wo.)UK |             |
| 1984 | You in the Night Twilight of Idols | UK94 (1 Wo.)UK |             |

Weitere Veröffentlichungen
- 1978: Steady Eddie Steady
- 1978: Citinite
- 1978: The Innocent
- 1979: Silver Blades
- 1981: Move On
- 1982: You Only Left Your Picture
- 1982: Something in Your Picture
- 1982: Dressed to Kill
- 1984: Dreaming